# George Mraz
George Mraz, född Jiří Mráz den 9 september 1944 i Písek, Tjeckoslovakien, död 16 september 2021 i Prag, Tjeckien, var en tjeckiskfödd amerikansk jazzbasist och altsaxofonist. Han flyttade till USA 1968 och började studera vid Berklee College of Music. Han spelade med Oscar Peterson's Group 1970-1972 och har senare även arbetat med Stan Getz, Tommy Flanagan, Chet Baker och många andra kända jazzmusiker.